# 바니코로날여우박쥐
바니코로날여우박쥐(Pteropus tuberculatus)는 큰박쥐과에 속하는 박쥐의 일종이다. 솔로몬 제도 남부에 위치한 바나코로 섬군에서만 발견된다. 바니코로날여우박쥐는 원래 1930년 이전에 수집한 몇 점의 표본만이 알려져 있었고, 1990년 초 바니코로 섬에서 수행된 조사에서 바니코로날여우박쥐가 발견되지 않아 멸종된 것으로 등재되었다. 그러나 2014년말에 수행된 탐사에서 재발견되었고 수백 또는 수천 마리의 규모의 개체수가 관찰되었다.

## 특징
탐사자들의 보고에 의하면, 바니코로날여우박쥐는 작은 날여우박쥐로 평균 몸길이가 태평양날여우박쥐의 약 절반 정도 크기이고, 큰 머리와 작은 귀를 갖고 있다. 털 채색은 진한 갈색-검은색 피부에 진한 갈색이다.

## 습성
바니코로날여우박쥐는 주로 홀로 생활하는 동물이며 개별적으로 또는 한 쌍이 짝을 지어, 특정한 머리 위 덮개가 있고 먹이가 가까운 곳의 나무 하층의 중간 지점에서 둥지 생활을 한다. 낮 동안에 오후 늦게까지 먹이를 찾으러 다닌다.

## 먹이
바니코로날여우박쥐의 먹이는 코코넛 꽃과 코코넛 과즙 그리고 잎이 부채꼴인 야자수 꽃 등이다.